# Дэвидсон, Крис (серфер)
Крис Дэвидсон (англ. Chris Davidson; 1 января 1978, Сидней — 24 сентября 2022, Kempsey) — австралийский профессиональный серфер.

## Карьера
Получил известность в возрасте 19 лет, когда в 1996 году на чемпионате
Rip Curl Pro в Беллз-Бич, Австралия выиграл в двух последовательных заездах у чемпиона мира Келли Слейтера.
В дальнейшем карьера Дэвидсона пошатнулась из-за травм, семейных проблем и наркотиков. В конце 2000-х он возобновил карьеру и выиграл несколько турниров. Участвовал в мужских чемпионатах по серфингу в 2010 и 2011 годах. Его лучшим результатом было третье место после Келли Слейтера на Rip Curl Pro Portugal 2010. В мировом турне 2010 года занял 14-е место.

## Гибель
Погиб в драке возле паба в Саут-Уэст-Рокс, Новый Южный Уэльс, 24 сентября 2022 года. От удара в лицо Дэвидсон упал, ударившись головой о тротуар. Его доставили в больницу Кемпси, где он вскоре скончался. Ему было 44 года. Менее чем через два часа 42-летний мужчина Гранд Колманн был арестован в доме в Саут-Уэст-Рокс. Ему было предъявлено обвинение в нападении, повлёкшем смерть.